# IC 4559
IC 4559 је галаксија у сазвјежђу Змија која се налази на листи објеката дубоког неба у Индекс каталогу.
Деклинација објекта је + 25° 20' 30" а ректасцензија 15h 35m 53,4s. Привидна величина (магнитуда) објекта IC 4559 износи 14,3 а фотографска магнитуда 15,3. IC 4559 је још познат и под ознакама MCG 4-37-8, CGCG 136-26, ARAK 480, NPM1G +25.0394, PGC 55553.